# Cai Nebe
Cai Nebe (* 21. Dezember 1992 in Kapstadt) ist ein südafrikanischer Eishockeyspieler, der seit 2012 beim Cape Town Storm in der Western Provinces Ice Hockey League spielt. Sein Bruder Jack ist ebenfalls südafrikanischer Eishockeynationalspieler.

## Karriere
Cai Nebe begann seine Karriere bei den Cape Town Rams in der Western Provinces Ice Hockey League, einer der regionalen Ligen, deren Sieger um den südafrikanischen Meistertitel spielen. 2012 wechselte er zum Lokalrivalen Cape Town Storm, für den er seither ebenfalls in der WPPIHL spielt. In der Spielzeit 2012 war er zwischenzeitlich an die Cape Town Penguins verliehen.

### International
Marais stand im Juniorenbereich bei den U18-Weltmeisterschaften 2009 und 2010 in der Division III für Südafrika auf dem Eis. 
Mit der Herren-Nationalmannschaft spielte er bei den Welttitelkämpfen der Division II 2012 und 2015 sowie der Division III 2011 und 2013.

## Erfolge und Auszeichnungen
- 2011 Aufstieg in die Division II bei der Weltmeisterschaft der Division III
- 2013 Aufstieg in die Division II, Gruppe B, bei der Weltmeisterschaft der Division III